# Basilique Notre-Dame-du-Rosaire de Chiquinquirá
Cette  basilique n’est pas la seule basilique Notre-Dame-du-Rosaire.
La basilique Notre-Dame-du-Rosaire de Chiquinquirá est une église située à Chiquinquirá en Colombie, à laquelle l’Église catholique donne les statuts de basilique mineure et, par le choix de la Conférence épiscopale de Colombie, de sanctuaire national. Elle est rattachée au diocèse de Chiquinquirá et dédiée à Notre-Dame du Rosaire.

## Historique

### Histoire du culte
La dévotion de Chiquinquirá est associée à un miracle. Dans les années 1570, une toile d’Alonso de Narváez (es) représentant Notre-Dame du Rosaire — peinte le décennie précédente pour l’Espagnol Antonio de Santana — est abandonnée dans une chapelle en ruines, et se détériore rapidement. Une femme trompée par son mari se retire dans le village, et prie quotidiennement devant la toile abimée. Le 26 décembre 1586, la toile se rénove miraculeusement,.
En 1588, l’archevêque de Santa Fe en Nouvelle Grenade, Luis Zapata de Cárdenas (es), pose la première pierre d’une église où exposer l’image ; elle y est déplacée en 1610. Le 19 septembre 1633, l’évêque Bernardino de Almansa décide de remettre la gestion du sanctuaire à une communauté religieuse, pour valoriser le lieu de culte ; ce sont les Dominicains qui le prennent dès lors en charge. Le 12 mai 1658 est décidée la création du couvent de Chiquinquirá.
En 1760, la doctrine (es), créée le 19 mars 1588, est élevée en paroisse.

### Édifice actuel
À partir de 1796, une nouvelle église est construite, consacrée en 1823.
En 1829, Pie VII déclare l’image patronne de la Colombie. Le 24 décembre 1908, le maître-autel est consacré. Le couronnement de l’image, suggéré le 26 décembre 1895, est officiellement proposé le 9 janvier 1910, accepté par Pie X,, et a lieu le 9 juillet 1919. Le sanctuaire est élevé au rang de basilique mineure par Pie XI à l’été 1927, en présence de l’archévêque Ismael Perdomo Borrero (es) et du président colombien Miguel Abadía Méndez,.
Le 29 juillet 1967, un tremblement de terre détruit une partie de la ville, causant d’importants dommages à la basilique. Les restaurations durent près de deux ans ; l’image retrouve sa place le 9 juillet 1969. Le 26 avril 1977, le pape Paul VI crée le diocèse de Chiquinquirá. En 1983, les Dominicains suggèrent une venue du pape pour les 400 ans du miracle ; le Vatican accepte en octobre 1985, et Jean-Paul II se rend au sanctuaire le 3 juillet 1986,.

## Aspects religieux

### Indulgences
Plusieurs papes ont accordé des indulgences aux pèlerins de Chiquinquirá :
- le 13 février 1596, Clément VIII accorde l’indulgence plénière à ceux qui visitent la chapelle Saint-Jacques de l’église (la première) le jour des fêtes dédiées à l’apôtre Jacques ou à saint François d’Assise[14] ;
- le 19 mars 1613, Paul V accorde l’indulgence plénière à ceux qui se confessent et communient le jour de l’admission d’un nouveau membre dans la fraternité[15] ;
- le 10 avril 1613, Paul V encore accorde l’indulgence plénière à ceux qui participent à la fête donnée le 26 décembre[16] ;
- le 26 mai 1644, Urbain VIII accorde à nouveau des indulgences pour les pèlerins du 26 décembre[17] ;
- le 28 avril 1648, Urbain VIII accorde également des indulgences au couvent Saint-Dominique (es) de Bogota, qui est sous la protection de la Vierge de Chiquinquirá[18] ;
- le 12 décembre 1670, Clément X renouvelle pour quinze ans les indulgences des pèlerins du 26 décembre[19] ;
- le 11 mars 1670, Clément X encore ajoute une indulgence pour les Âmes du purgatoire[20] ;
- le 13 septembre 1905, il devient possible d’obtenir des indulgences dans toutes les églises gérées par des Dominicains[21].

D’autres indulgences ont pu être accordées à diverses occasions (le 15 août 1919, par exemple, à l’occasion d’une procession).

### Célébrations
Les principales célébrations sont :
- le 9 juillet[23] : anniversaire du couronnement de l’image vénérée ;
- le 8 août[23] : fête consacrée à saint Dominique de Guzmán, fondateur de l’Ordre des Prêcheurs (« Dominicains ») ;
- le 9 octobre[23] : fête consacrée à saint Louis Bertrand, le Dominicain qui a fondé la province ;
- le 1er dimanche d’octobre[23] : fête du Rosaire ;
- le 26 décembre[23] : fête paroissiale à la rénovation miraculeuse de l’image vénérée.